# Championnat arabe des nations masculin de basket-ball
Le championnat arabe des nations de basket-ball est une compétition de basket-ball qui réunit les équipes nationales des pays arabes. Elle se tient en principe tous les deux ans, et chaque année depuis 2007, même s'il y a eu parfois un décalage.
La première édition a eu lieu à Bagdad (Irak) en novembre 1974.
Seule l'édition de 1985 a été annulée, alors que celles de 1992, 1997,1999 et 2011, ont été disputées dans le cadre des Jeux panarabes.
C'est l'Égypte qui totalise le plus grand nombre de titres (13) suivie de la Tunisie (4).

## Palmarès
| Année | Pays organisateur   | Vainqueur            | Finaliste             | Troisième                  |
| ----- | ------------------- | -------------------- | --------------------- | -------------------------- |
| 1974  | Irak                | Égypte               | Irak                  | Liban                      |
| 1975  | Koweït              | Soudan               | Irak                  | Koweït                     |
| 1978  | Égypte              | Égypte               | Arabie saoudite       | Koweït                     |
| 1981  | Tunisie             | Tunisie (81 paniers) | Algérie (73 paniers)  | Mauritanie                 |
| 1983  | Jordanie            | Tunisie (85 paniers) | Jordanie (71 paniers) | Irak                       |
| 1985  | Égypte              | annulé               | annulé                | annulé                     |
| 1987  | Égypte              | Égypte               | Irak                  | Jordanie                   |
| 1989  | Syrie               | Égypte (94 paniers)  | Irak (85 paniers)     | Jordanie                   |
| 1991  | Égypte              | Égypte               | Syrie                 | Tunisie                    |
| 1992  | Syrie               | Syrie                | Jordanie              | Tunisie                    |
| 1994  | Égypte              | Égypte (12pts)       | Algérie (11pts)       | Syrie (9pts)               |
| 1997  | Liban               | Arabie saoudite      | Syrie                 | Émirats arabes unis        |
| 1999  | Jordanie            | Égypte               | Jordanie              | Syrie et Qatar             |
| 2000  | Algérie             | Égypte               | Algérie               | Maroc                      |
| 2002  | Égypte              | Égypte               | Algérie               | Tunisie                    |
| 2005  | Arabie saoudite     | Algérie              | Maroc                 | Jordanie                   |
| 2007  | Égypte              | Jordanie             | Égypte                | Arabie saoudite et Tunisie |
| 2008  | Tunisie             | Tunisie              | Jordanie              | Égypte                     |
| 2009  | Maroc               | Tunisie              | Égypte                | Maroc                      |
| 2010  | Liban               | Égypte               | Liban                 | Maroc                      |
| 2011  | Qatar               | Qatar                | Jordanie              | Égypte                     |
| 2015  | Égypte              | Égypte               | Algérie               | Irak                       |
| 2017  | Égypte              | Égypte               | Maroc                 | Bahreïn                    |
| 2018  | Égypte              | Arabie saoudite      | Algérie               | Égypte                     |
| 2022  | Émirats arabes unis | Liban                | Tunisie               | Algérie                    |
| 2023  | Égypte              | Égypte               | Libye                 | Tunisie                    |
| 2025  | Bahreïn             | Algérie              | Tunisie               | Émirats arabes unis        |

## Résultats détaillés

### 1994
La 11e édition du championnat arabe des nations de basket-ball se déroule à Alexandrie en Égypte du 4 au 12 novembre 1994, avec la participations de sept pays : l'Égypte pays hôte, l'Algérie, l'Arabie saoudite, le Koweït, la Syrie, la Tunisie et les Émirats arabes unis.
Le tournoi est joué sous forme de mini-championnat, les équipes se rencontrant une fois.
Les résultats sont les suivants,,: 
- 1re journée - Vendredi 4 novembre 1994 : (Exempt :  Algérie) 
  -  Syrie 91-85  Émirats arabes unis
  -  Arabie saoudite 67-56  Tunisie
  -  Égypte 93-82  Koweït
- 2e journée : Samedi 5 novembre 1994 : (Exempt :  Tunisie) 
  -  Égypte 80-52  Arabie saoudite
  -  Algérie 104-90  Syrie
  -  Émirats arabes unis 77-64  Koweït
- 3e journée - Dimanche 6 novembre 1994 : (Exempt :  Égypte) 
  -  Algérie 98-79  Arabie saoudite
  -  Émirats arabes unis 70-68  Tunisie
  -  Syrie 79-60  Koweït
- Lundi 7 Novembre 1994 - Jour de repos.
- 4e journée - Mardi 8 Novembre 1994 : (Exempt :  Koweït) 
  -  Égypte 70-60  Émirats arabes unis
  -  Syrie 97-92  Arabie saoudite
  -  Algérie 88-78  Tunisie
- 5e journée - Mercredi 9 novembre 1994 : (Exempt :  Émirats arabes unis)
  -  Arabie saoudite 77-69  Koweït
  -  Égypte 82-75  Algérie
  -  Tunisie 92-80  Syrie
- Jeudi 10 novembre 1994 : Jour de repos.
- 6e journée -  Vendredi 11 novembre 1994 : (Exempt :  Arabie saoudite) 
  -  Égypte 97-84  Syrie
  -  Tunisie 92-81  Koweït
  -  Algérie 102-79  Émirats arabes unis
- 7e et dernière journée - Samedi 12 novembre 1994 : (Exempt :  Syrie) 
  -  Égypte 77-72  Tunisie
  -  Algérie 72-55  Koweït
  -  Émirats arabes unis 82-80  Arabie saoudite

Le classement final est le suivant :
| Rang | Équipe              | Pts | J | G | P | Pp  | Pc  | Diff |
| ---- | ------------------- | --- | - | - | - | --- | --- | ---- |
| 1    | Égypte              | 12  | 6 | 6 | 0 | 499 | 425 | 74   |
| 2    | Algérie             | 11  | 6 | 5 | 1 | 539 | 463 | 76   |
| 3    | Syrie               | 9   | 6 | 3 | 3 | 521 | 430 | 91   |
| 4    | Émirats arabes unis | 9   | 6 | 3 | 3 | 453 | 375 | 78   |
| 5    | Arabie saoudite     | 8   | 6 | 2 | 4 | 447 | 482 | -35  |
| 6    | Tunisie             | 8   | 6 | 2 | 4 | 458 | 463 | -5   |
| 7    | Koweït              | 6   | 6 | 0 | 6 | 411 | 490 | -79  |

NB : les équipes ex æquo sont départagées par les confrontations directes entre elles. Le barème est de 2 points pour une victoire et d'1 point pour une défaite.

## Bilan par pays
|          | Tableau des médailles |    |        |        |       |
| Position | Pays                  | Or | Argent | Bronze | Total |
| Position | Pays                  |    |        |        | Total |
| 1        | Égypte                | 13 | 2      | 3      | 18    |
| 2        | Tunisie               | 4  | 2      | 5      | 11    |
| 3        | Algérie               | 2  | 6      | 1      | 9     |
| 4        | Arabie saoudite       | 2  | 1      | 1      | 4     |
| 5        | Jordanie              | 1  | 5      | 3      | 9     |
| 6        | Syrie                 | 1  | 2      | 2      | 5     |
| 7        | Liban                 | 1  | 1      | 1      | 3     |
| 8        | Qatar                 | 1  | 0      | 1      | 2     |
| 9        | Soudan                | 1  | 0      | 0      | 1     |
| 10       | Irak                  | 0  | 4      | 3      | 7     |
| 11       | Maroc                 | 0  | 2      | 3      | 5     |
| 12       | Koweït                | 0  | 0      | 2      | 2     |
| -        | Émirats arabes unis   | 0  | 0      | 2      | 2     |
| 14       | Bahreïn               | 0  | 0      | 1      | 1     |
| -        | Mauritanie            | 0  | 0      | 1      | 1     |
| -        | Libye                 | 0  | 0      | 1      | 1     |